# Zeshin Shibata
Zeshin Shibata (jap. 柴田 是真 Shibata Zeshin), znany też pod imionami Junzō (順造), Koshin (是真), Reisai (令哉), Tairyūkyo (対柳居), Tanzen (儃然); ur. 1807 w Edo, zm. 13 lipca 1891 w Tokio – japoński artysta, malarz i drzeworytnik, twórca wyrobów z laki.

## Życiorys
Był synem rzeźbiarza. Urodził się, żył i tworzył w Edo (późniejsze Tokio). W latach 1817–1822 pobierał nauki u Komy Kansaia II (1766–1835), członka znanej rodziny mistrzów wyrobów z laki. Uczył się także malarstwa u Nanreia Suzukiego i Toyohiko Okamoto, zapoznając się z twórczością szkoły Shijō. Zdobył sobie sławę przede wszystkim techniką urushi-e, łączącej malarstwo z laką. Przywrócił też do życia zapomnianą ówcześnie technikę dekoracyjną zwaną seigaiha. Malował głównie kwiaty, ptaki i scenki rodzajowe, jego obrazy cechują się spokojnymi zestawieniami odcieni brązów, czerni i zieleni oraz subtelnym skontrastowaniem faktury powierzchni.
W latach 1886–1889 uczestniczył w wykonaniu dekoracji z laki dla Pałacu Cesarskiego w Tokio.

## Galeria

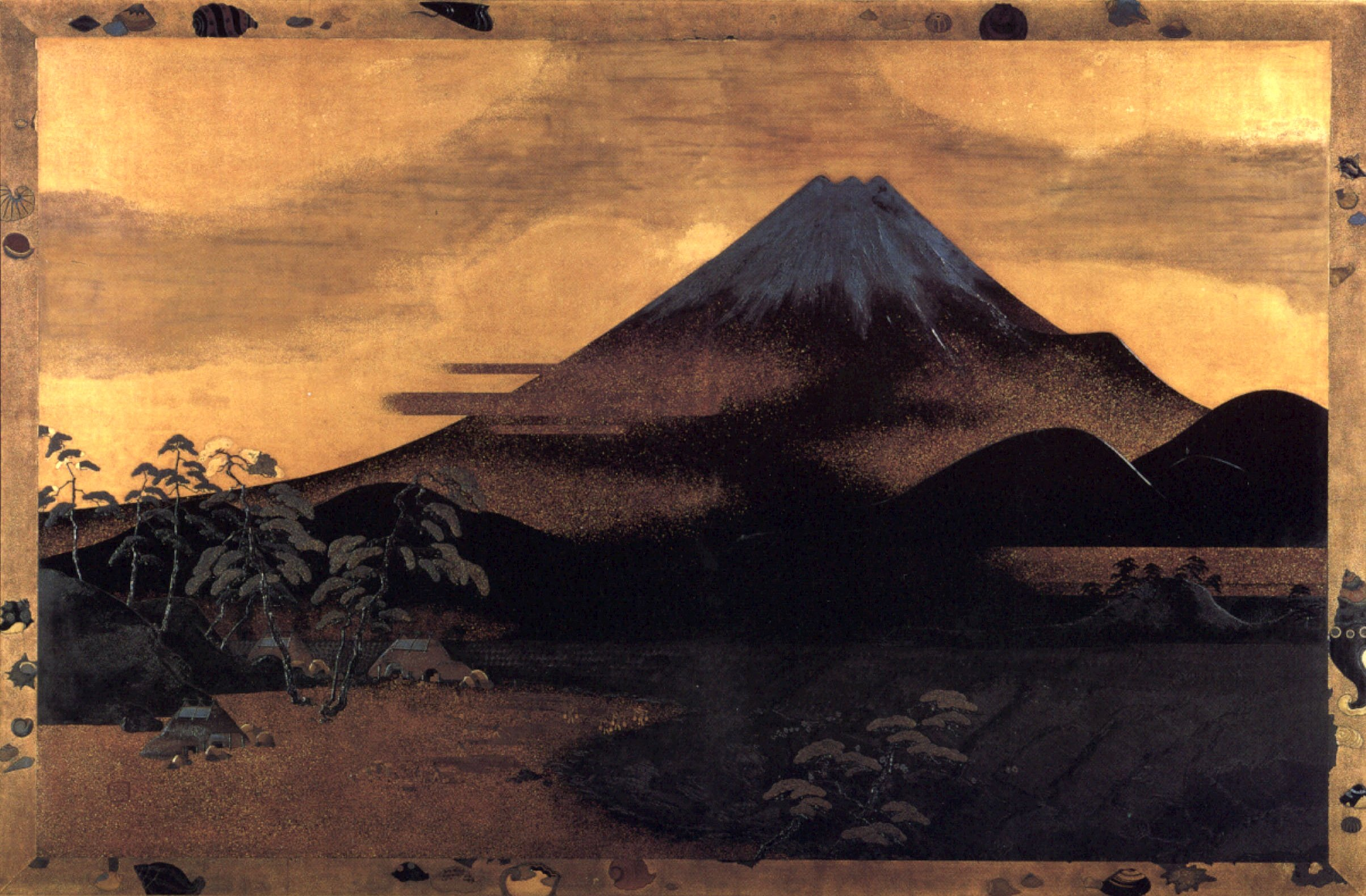
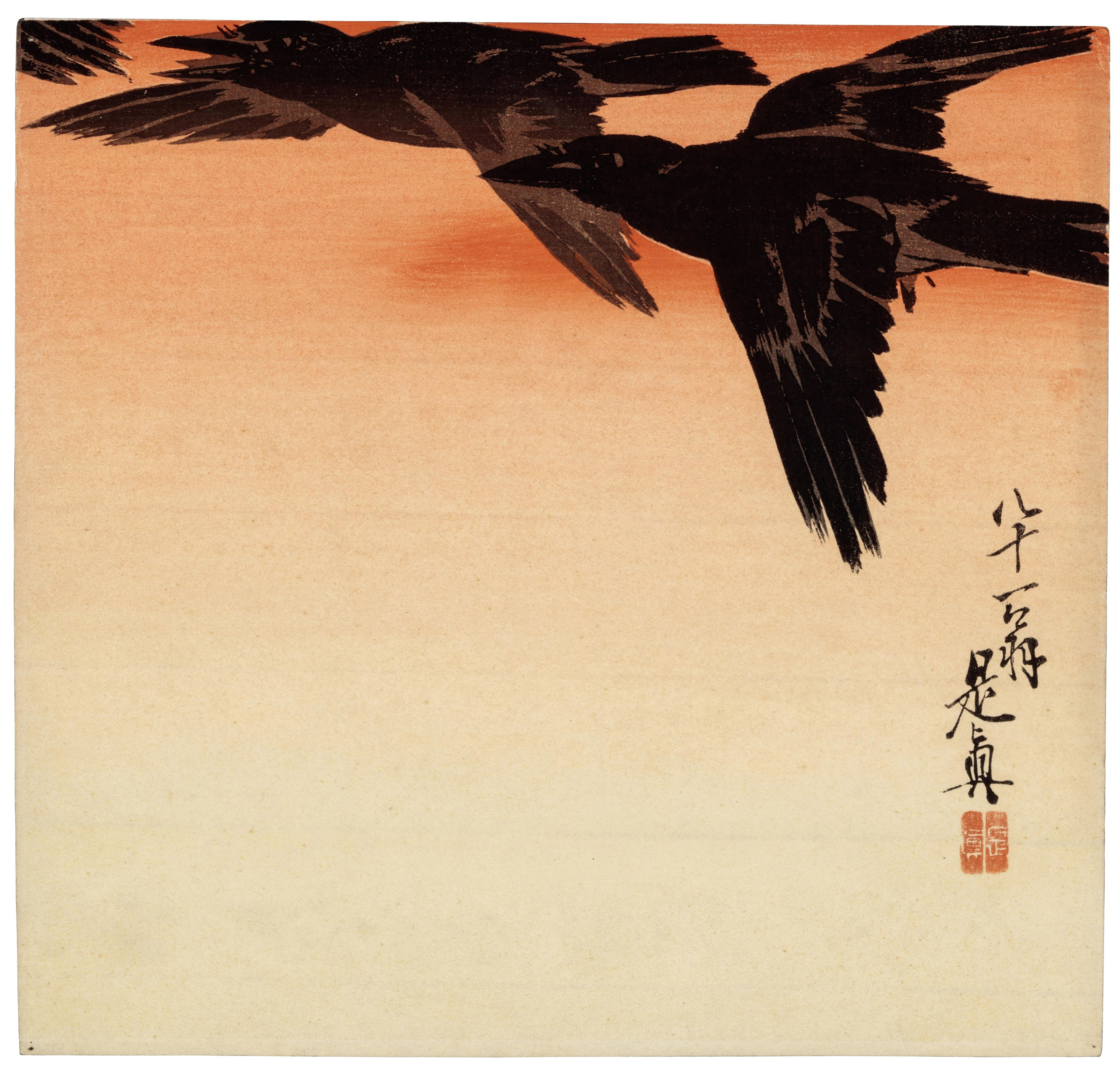
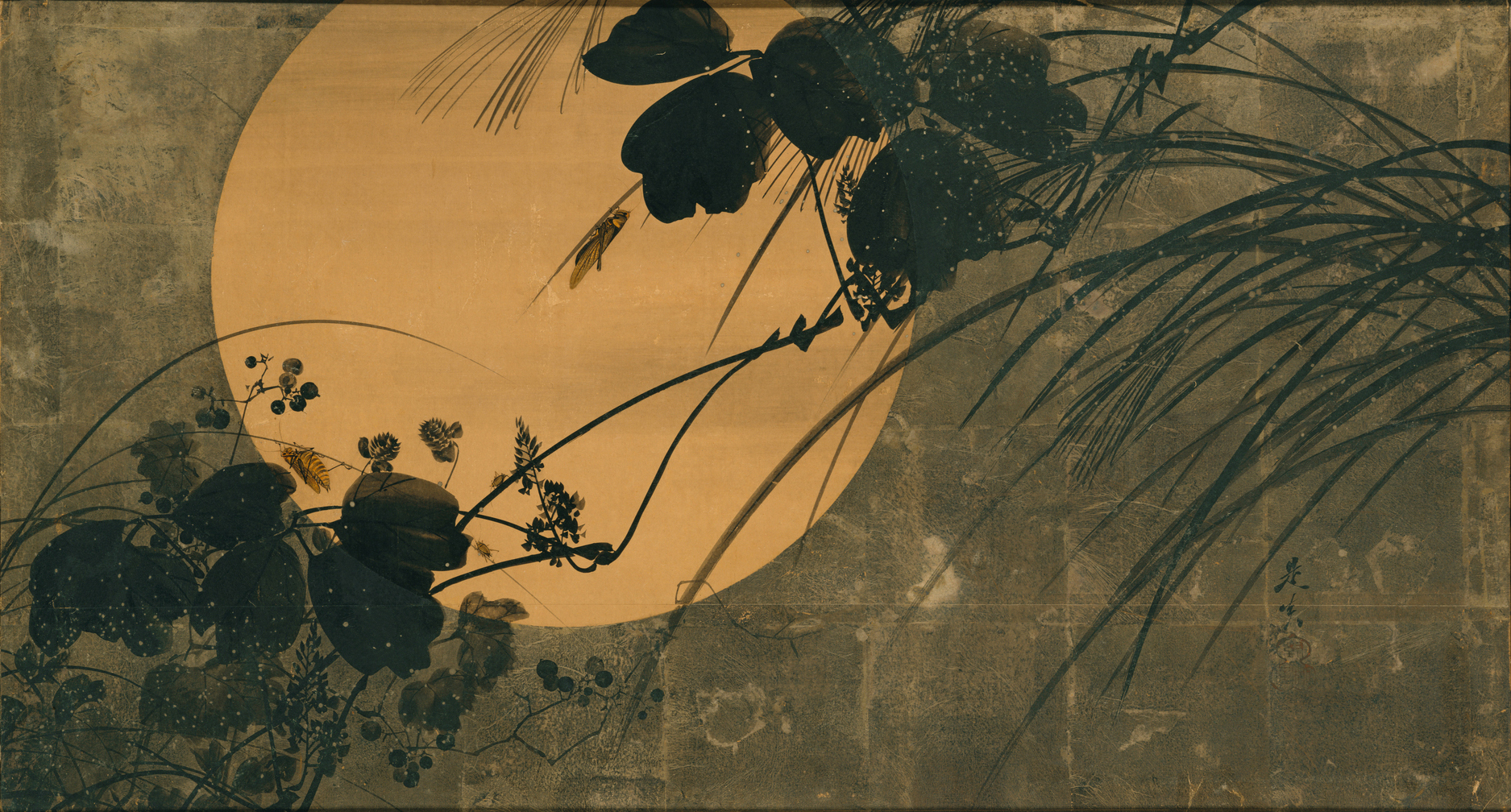
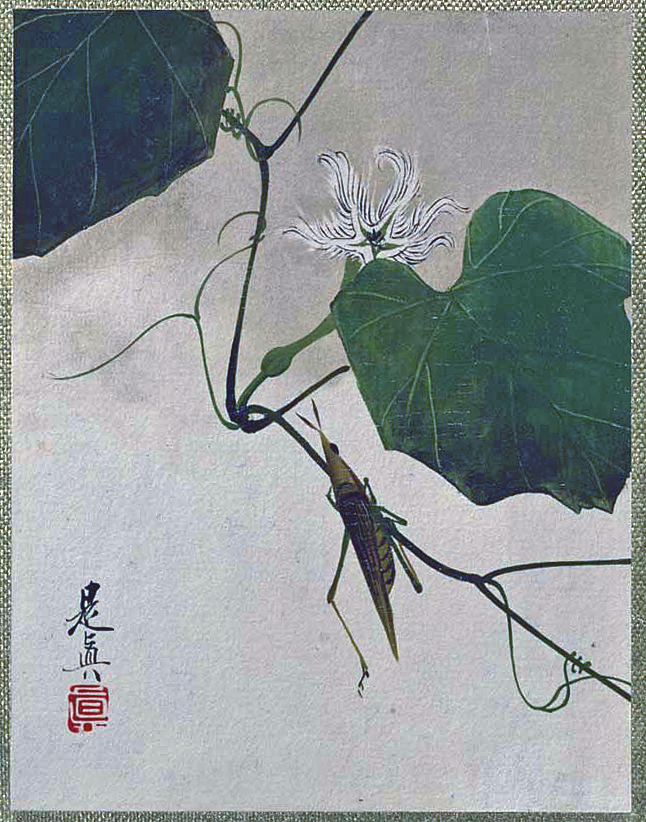
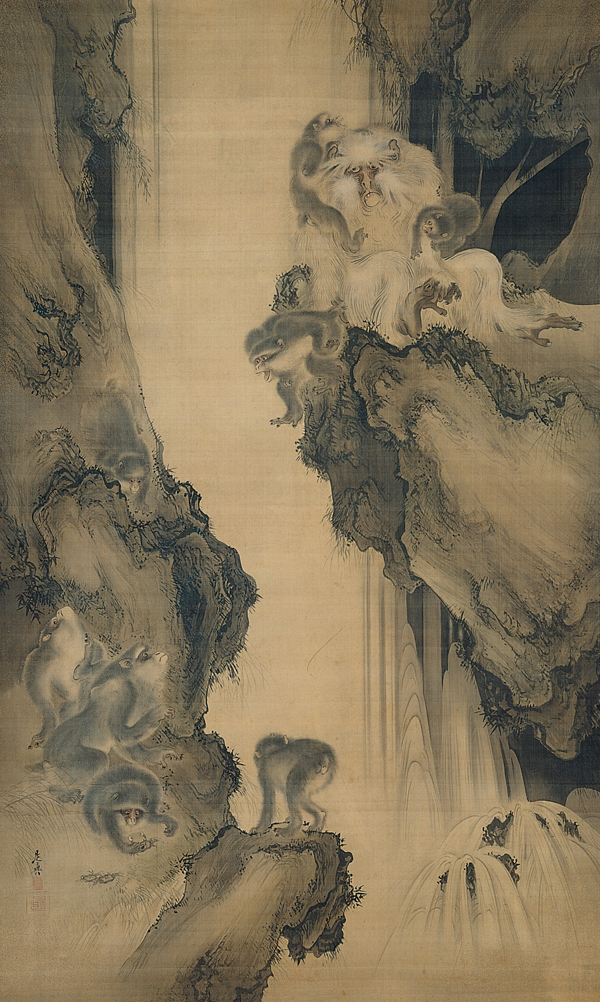
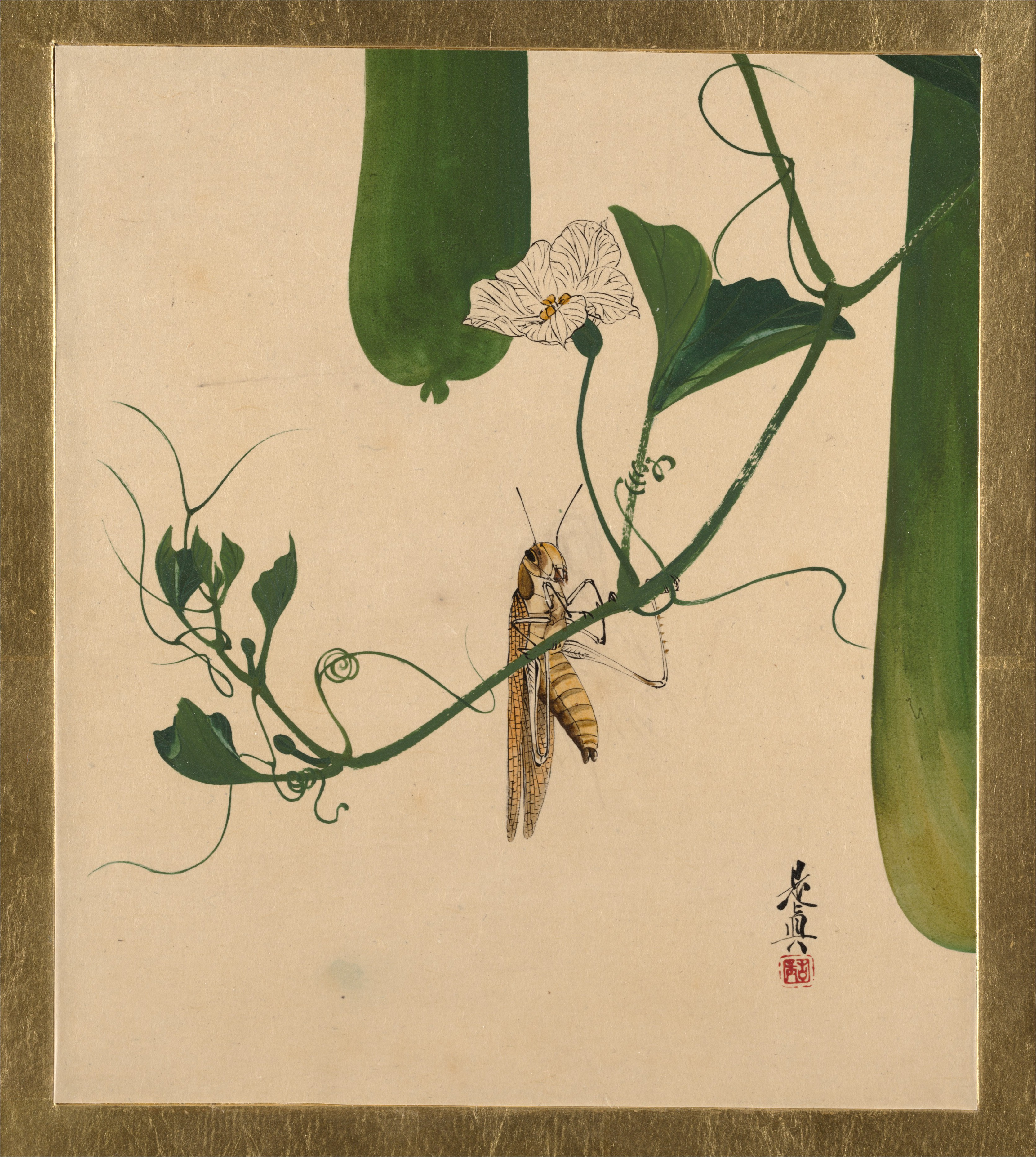
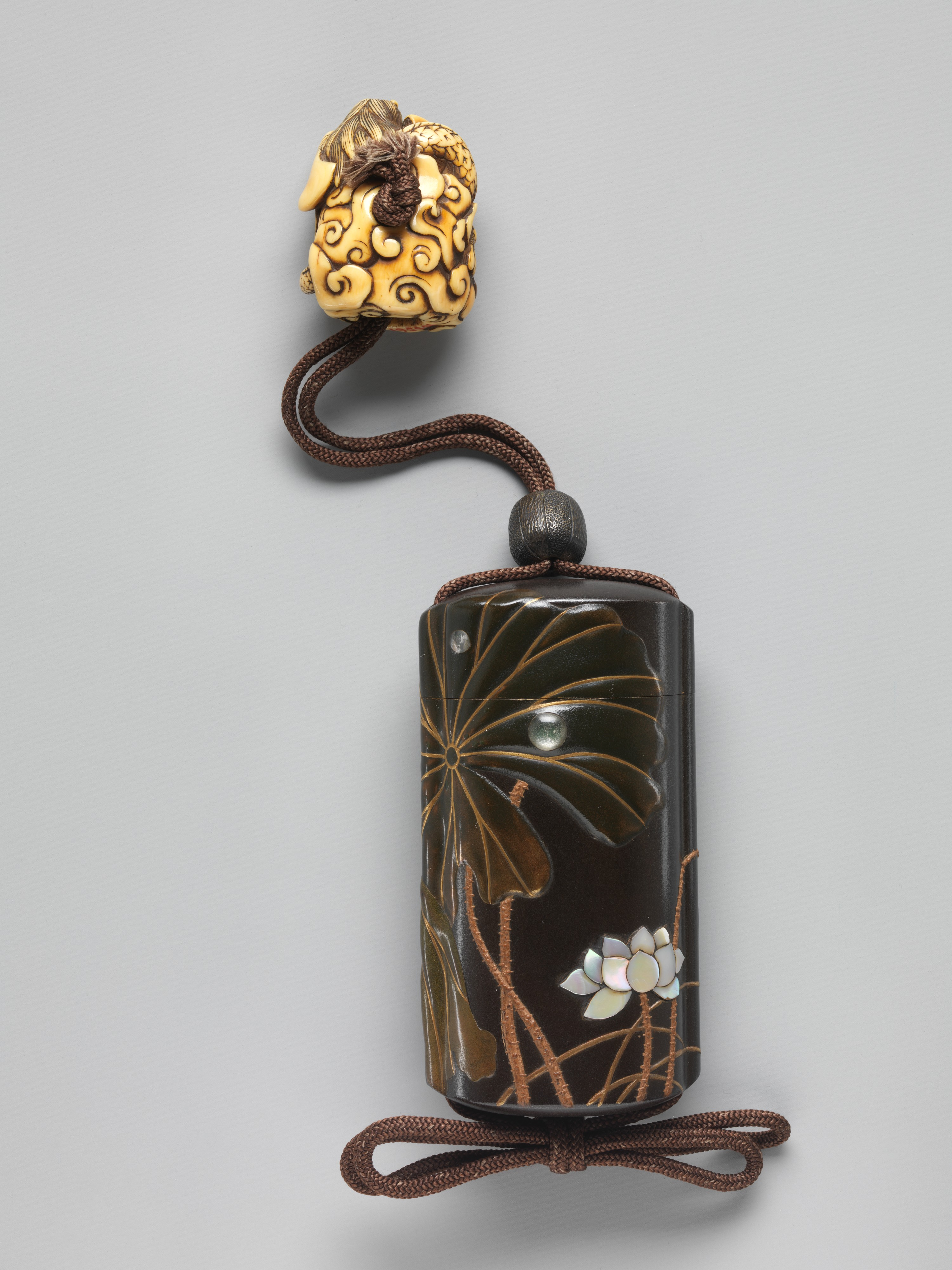
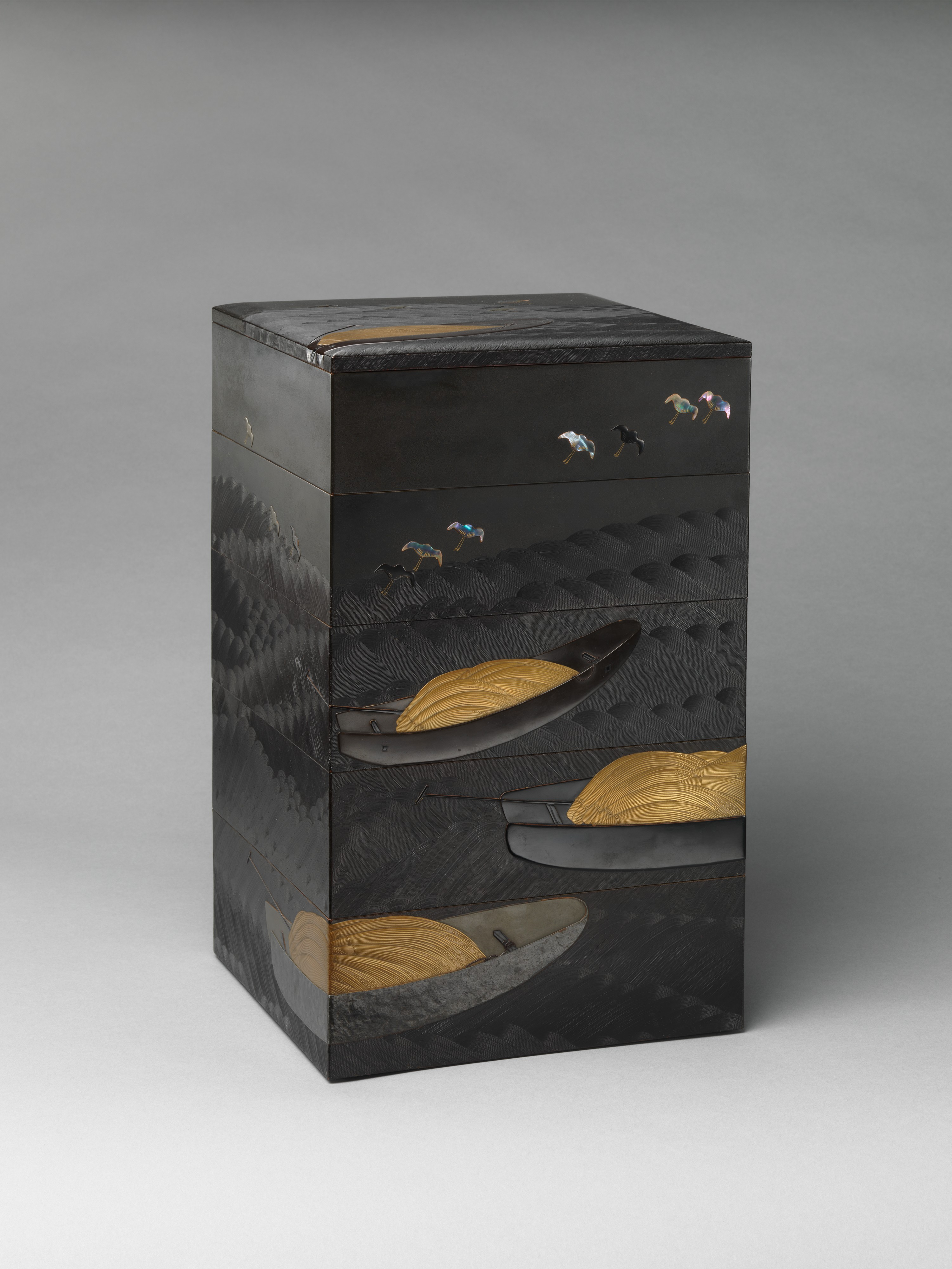
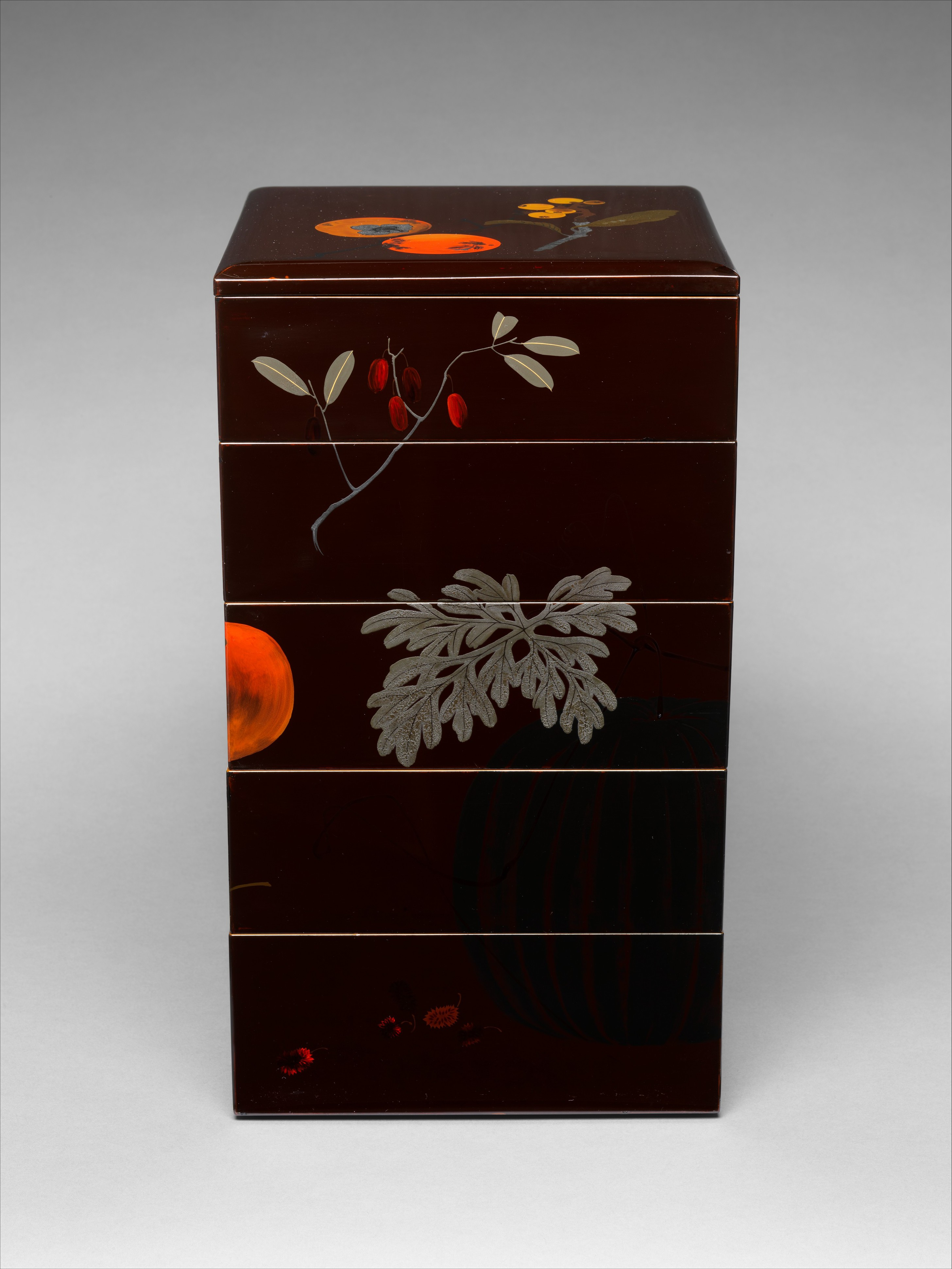
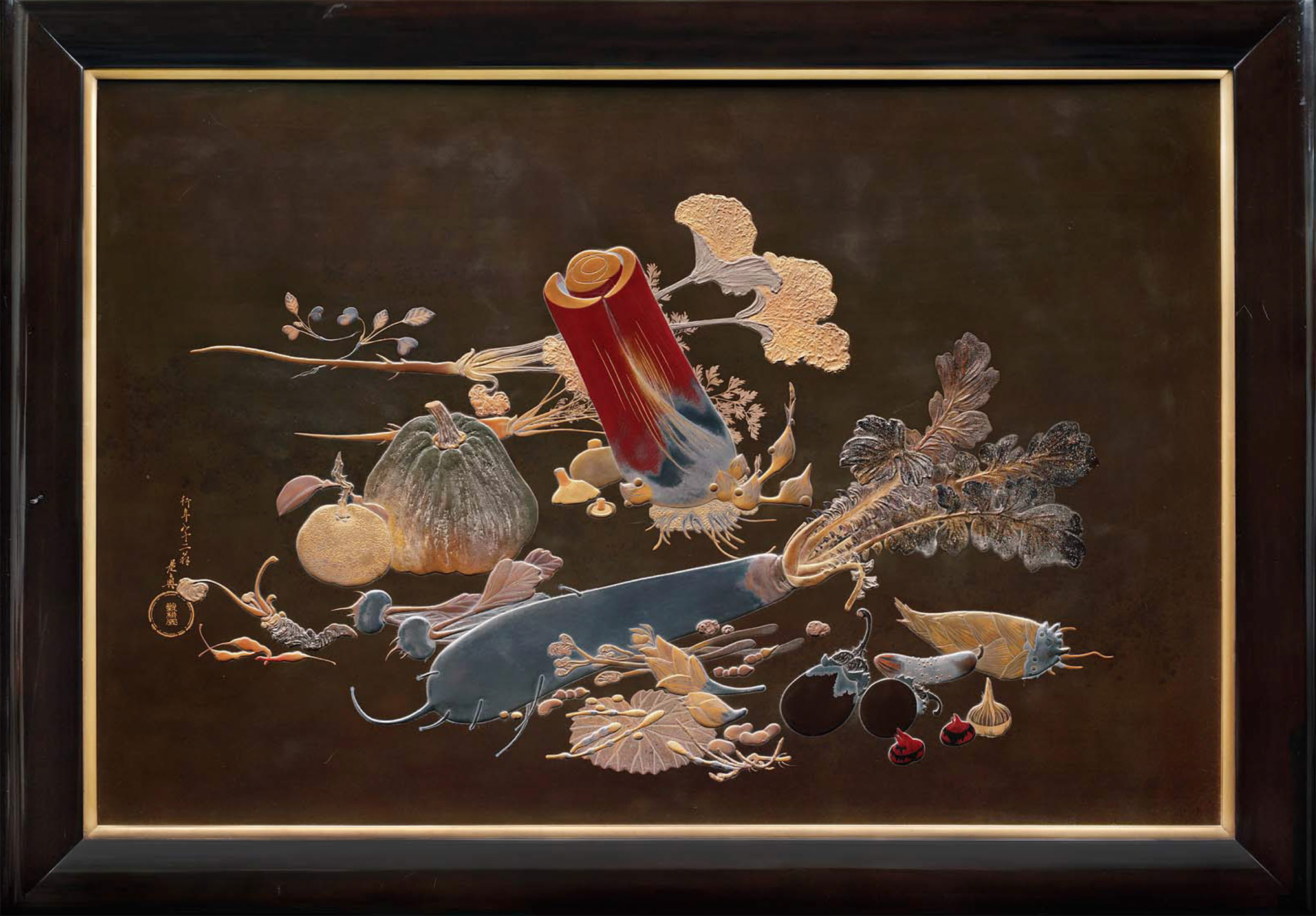